# Microsociologia
Per microsociologia s'intende uno dei rami della sociologia (in contrasto agli approcci detti macro e meso) che si occupa dell'interazione sociale su scala ridotta. Spesso si fonda sull'osservazione diretta, più che su dati statistici.
Oggetto di studio della disciplina sono i piccoli gruppi (come la famiglia, la coppia, il gruppo dei pari) e le strutture alla base dei comportamenti nelle relazioni. Si osserva come dall'interazione nascono i rapporti sociali, come da elementi comportamentali anche minimi si sviluppino i ruoli rispettivi, e come la stessa crei le premesse per ulteriori forme del rapporto. 
Negli anni trenta del Novecento, il sociologo russo naturalizzato francese Georges Gurvitch, definì microsociologia l'interpretazione e la classificazione di una serie di manifestazioni, costituenti le componenti più elementari delle strutture sociali.
Sebbene elementari, queste manifestazioni sono già complete di tutti i livelli della realtà sociale.
Nello stesso periodo il medico Jacob Levi Moreno e una parte del mondo della psicologia e della sociologia, definì microsociologia quei metodi di indagine delle relazioni, attrattive o repulsive, tra i membri di un gruppo.
Viene definita microsociologia, dalle correnti sociologiche marxiste, la sociologia nord americana, in quanto carente di studi accurati sulle strutture politiche ed economiche delle società.
Le teorie microsociologiche si occupano del rapporto fra agente (detto impropriamente attore) e società a livello individuale. Le più note sono le teorie:
- del comportamento (il comportamentismo)
- dei ruoli
- dell'interazione e della comunicazione
- del conflitto
- dello sviluppo dell'identità sociale
- dei processi decisionali (la Teoria della scelta razionale).

Contributi importanti vengono dall'etnometodologia, dall'interazionismo simbolico e da alcuni spunti del costruttivismo.